# Francia női labdarúgókupa
A francia női labdarúgókupa (rövid nevén: női francia kupa) a francia női bajnokság után a második legrangosabb hazai versenysorozat. A kupát 2001-ben írták ki először, Challenge de France néven. A legsikeresebb kupacsapat a trófeát kilencszer elhódító Olympique Lyon. A jelenlegi címvédő a Paris Saint-Germain.

## Döntők
A listán az eddigi összes döntő szerepel.
| Döntő éve         | Győztes             | Vesztes             | Eredmény         |
| ----------------- | ------------------- | ------------------- | ---------------- |
| 2002. június 15.  | Toulouse            | Olympique Lyonnais  | 2–1              |
| 2003. június 15.  | Olympique Lyonnais  | Montpellier         | 4–3              |
| 2004. június 12.  | Olympique Lyonnais  | US Compiègne        | 2–0              |
| 2005. május 15.   | Juvisy              | Olympique Lyonnais  | 1 – 1 (5–4 bün.) |
| 2006. június 12.  | Montpellier         | Olympique Lyonnais  | 1 – 1 (4–3 bün.) |
| 2007. május 12.   | Montpellier         | Olympique Lyonnais  | 3 – 3 (3–0 bün.) |
| 2008. június 3.   | Olympique Lyonnais  | Paris Saint-Germain | 3–0              |
| 2009. június 5.   | Montpellier         | Le Mans             | 3–1              |
| 2010. május 23.   | Paris Saint-Germain | Montpellier         | 5–0              |
| 2011. május 21.   | Saint-Étienne       | Montpellier         | 0–0 (3–2 bün.)   |
| 2012. május 13.   | Olympique Lyonnais  | Montpellier         | 2–1              |
| 2013. június 8.   | Olympique Lyonnais  | Saint-Étienne       | 3–1              |
| 2014. június 7.   | Olympique Lyonnais  | Paris Saint-Germain | 2–0              |
| 2015. április 18. | Olympique Lyonnais  | Montpellier         | 2–1              |
| 2016. május 15.   | Olympique Lyonnais  | Montpellier         | 2–1              |
| 2017. május 19.   | Olympique Lyonnais  | Paris Saint-Germain | 1–1 (7–6 bün.)   |
| 2018. június 9.   | Paris Saint-Germain | Olympique Lyonnais  | 1–0              |
| 2019. május 8.    | Olympique Lyonnais  | Lille               | 3–1              |

## Győzelmek száma
| Klub neve           | Győzelem | Győzelem éve                                               |
| ------------------- | -------- | ---------------------------------------------------------- |
| Olympique Lyonnais  | 10       | 2003, 2004, 2008, 2012, 2013, 2014, 2015, 2016, 2017, 2019 |
| Montpellier         | 3        | 2006, 2007, 2009                                           |
| Paris Saint-Germain | 2        | 2010, 2018                                                 |
| Toulouse            | 1        | 2002                                                       |
| Juvisy              | 1        | 2005                                                       |
| Saint-Étienne       | 1        | 2011                                                       |

## Külső hivatkozások
- Hivatalos honlap Archiválva 2016. április 14-i dátummal a Wayback Machine-ben (franciául)
- Kupa a soccerway.com-on